# 赤道 (電影)
《赤道》（原名《赤盜》），2015年4月30日上映的香港電影政治驚悚片，由香港導演梁樂民和陸劍青共同執導，為兩人的第二部作品，錢嘉樂任動作設計，由張學友、張家輝、余文樂、王學圻、文詠珊、池珍熙、崔始源和張震主演，此片在香港、澳門、中國大陸、韓國、中東及歐洲、日本進行外景拍攝，於2014年1月殺青。
電影主題曲《赤色壯舉》由金培達作曲、編曲及監製，小美填詞，并由張學友及崔始源演唱。

## 故事簡介
署名「赤道」 (又稱「赤盜」) 的韓國頭號通緝犯金燾年 (張震飾)，偕同助手「信差」張怡君 (文詠珊飾) 成功盜取韓國軍方研製的秘密武器——手提核爆裝置 DC8以及十六件原料球，中、韓、港警方得知「赤道」將於香港進行地下買賣。
香港成立緊急應變小組，香港警務處反恐特勤隊總督察李彥明 (張家輝飾) 聯同來自中國大陸的高級官員宋鞍 (王學圻飾)，加上來自韓國的武器專家崔民浩 (池珍熙飾) 和負責保護崔民浩安全的特工朴宇哲 (崔始源飾)，一干人共同追查武器下落。李彥明並特別邀請香港大學物理系客席教授肇志仁 (張學友飾) 加入，成為行動的特別顧問。
中、韓、港三方面表面目標一致，卻各懷目的。崔民浩既要追捕「赤道」，奪回武器，並且要確保國家機密不能泄露。宋鞍以中國立場，解決香港當前危機，以國力遏止任何境內的恐怖活動。李彥明跟肇志仁面對兩國壓力，並要處理反恐部隊成立以來最大挑戰，形勢愈形緊張……
時間一分一秒過去，隨著「信差」被捕，武器落入香港警隊之手，中韓雙方為擁武器權誰屬起爭議。另一方面，「赤道」現身澳門，部署奪回武器及報復行動。背水一戰，螳螂捕蟬，陰謀真相逐步嚗光，所有人防不勝防。
沒有危機意識的城市，遇到世上最大的危機。

## 角色介紹

#### 香港警方方面
| 演員   | 角色   | 介紹及關係 |
| 張家輝 | 李彦明 | 反恐特勤隊總督察及主管 范家明上司 危機應對組實際指揮官 邀請肇志仁教授成為政府危機應對組顧問 最终查到「赤道」真正身份為肇志仁后被张怡君勒死                                                                                       |
| 余文樂 | 范家明 | 反恐特勤隊督察 曾於特别任務連 (SDU) 及刑事情報科 (CIB) 任職 危機應對小組副指揮官之一 曾於任務中殺害赤道交易對手頭目的弟弟 李彦明在出發去調查「赤道」真正身份前被李彦明任命為新任反恐特勤隊總督察及主管，也是本次事件少數的倖存者 |
| 朱千雪 | Tracy  | 反恐特勤隊督察 危機應對組成員副指揮官之一 被槍殺 |
| 羅浩銘 |        | 反恐特勤隊督察 危機應對組成員副指揮官之一 被槍殺 |
| 梁皓楷 |        | 反恐特勤隊督察 危機應對組成員副指揮官之一 被槍殺 |

#### 韓國方面
| 演員   | 角色   | 介紹及關係 |
| 池珍熙 | 崔民浩 | 韓國國家情報院副理事官 國防武器專家 物理及機械工程博士 家族均為科學家，曾因一次科研意外成为崔家唯一生還者，獲准终身免役 與朴宇哲合作在香港處理 DC8 威脅 有 DC8 的起動碼 然而跟朴宇哲在運送 DC8 時因為誤信肇志仁的指示而被騙到空無一人的碼頭，最终被金燾年開槍打至重傷後被送回韓國， DC8 落入「赤道」手中。 |
| 崔始源 | 朴宇哲 | 韓國特工 與崔民浩合作在香港處理 DC8 威脅 負責保護崔民浩安全 然而跟崔民浩在運送 DC8 時因為誤信肇志仁的指示而被騙到空無一人的碼頭，最终为保护崔民浩而被金燾年槍杀身亡，靈柩被送回韓國 |
| 尹真伊 | 申美京 | 表面上是雜誌社人員 實際上身份韓國外交部情報管理室副官，別號香港通 受李將軍所託協助崔民浩及朴宇哲在港執行任務 有 DC8 的起動碼 在澳門伊斯蘭清真寺與線人Saad接觸並交換情報 抓捕失敗後，回到韓國告知崔民浩的家人關於崔民浩出事的消息，在崔民浩和朴宇哲的靈柩回到韓國時來到崔民浩旁邊對他們表達致意             |
| 李泰蘭 | 尹喜善 | 崔民浩太太 |
| 金海淑 |        | 韓國國家情報院院長，崔民浩的上司，崔民浩和朴宇哲的靈柩回到韓國時安慰崔民浩。 |

#### 中國内地方面
| 演員   | 角色  | 介紹及關係 |
| 王學圻 | 宋 鞍 | 中央政府高級官員 国家安全部主管 要求將 DC8 留在香港，主張使用外交手段歸還。本案抓捕失败后，赴京都再次抓捕赤盗（其實是跟他接觸，並告知肇志仁 DC8 已經找到買家），但在肇志仁引用孫子兵法中的『善攻者，敵不知其所守；善守者，敵不知其所攻』，並問他袁曉文的事情，讓宋鞍意識到袁曉文是赤盜的信差之一。 |

### 「赤盗」
| 演員   | 角色   | 介紹及關係 |
| 张學友 | 肇志仁 | 「赤盗」 韓國武器走私大盜 危機專家，香港大學物理學客席教授 被李彥明邀請成為政府危機應對組顧問 真正身份其实是赤盗 封魔赤盗，传说中的国际头号通缉犯，也是国际地下武器交易的中间人，十多年前潜入日本东京皇宫，成功盗走天皇三神器中的八咫玉（红色的玉）成名，从此在江湖上得名“赤盗”，相传在东北亚地区极有势力，为国际刑警十大通缉犯之一。 反對將 DC8 留在香港 殺害李彦明等人後離開香港，後來出現在日本京都 |
| 張 震  | 金燾年 | 「信差」 「赤盗」助手 偷走 DC8 后与买家会面但中途被警察袭击（故意掉落武器是為了讓崔民浩和申美京可以啟動武器，因為韓國只有5個有辦法啟動該武器，否則 DC8 只能變成垃圾） 之后犹豫把 Sophia 枪杀 赤道伪装者，实际身份为赤盗的助手 槍殺崔民浩和朴宇哲後將 DC8 奪走，肇志仁在京都與宋鞍聊天時宋鞍提到他請范家明協助逮捕。                                                                                    |
| 文詠珊 | 張怡君 | 「信差」 「赤盗」助手 后枪杀 Sophia 后勒死李彦明，肇志仁在京都與宋鞍聊天時提到他請范家明協助逮捕。 |
| 冯文娟 | 袁晓文 | 中央政府高級官員兼最高调查局主管宋鞍的助手，担任宋鞍助手长达八年 真正身份其实是赤道安插在中国政府高层身旁的臥底 肇志仁引用孫子兵法中的『善攻者，敵不知其所守；善守者，敵不知其所攻』，並問他袁曉文的事情，讓宋鞍意識到袁曉文是赤盜的信差之一。 |
| 顧美華 | Sophia | 十六年前的軍火走私商，已經退隱澳門 经常照顾金燾年 李彦明為了強制她配合因此綁架她的孫女 最后被张怡君枪杀 |

### 其他演員
| 演員   | 角色             | 介紹及關係 |
| 黃婉曼 | 記者             | |
| 鍾志光 | 香港康文署代表   | 危機應對組成員之一 |
| 鄭子誠 | 香港消防處副處長 | 危機應對組成員之一 |
| 簡慕華 | 香港醫管局代表   | 危機應對組成員之一 |
| 姜皓文 | 王建中           | 香港警方總督察，危機應對組成員之一 |
| 陳淑儀 | 入境事務處副處長 | 危機應對組成員之一 |
| 李純恩 | 香港海關副關長   | 危機應對組成員之一 |
| 方保羅 | Martin Koo       | 外國記者 |
| 喬寶寶 | Saad             | 申美京的線人，在澳門伊斯蘭清真寺背對背與申美京等人交換情報（因為范家明殺了赤道交易對手頭目的弟弟，因此他被懸賞，而對方希望交出范家明），申美京和范家明答應來換取「赤道」的位置和身份，然而在申美京帶著范家明來到Saad的家來進行交易時卻發現Saad已經被槍殺（疑似是「赤道」的人動的手），讓申美京倍感不妙，在澳門打了電話提醒崔民浩和朴宇哲注意安全 |
| 金惠奫 |                  | 朴宇哲的妹妹 |

## 職員表
| 職位           | 相關人員                     | 備註         |
| 出品人         | 林建岳、葉寧、周焯華、陳一奇 |              |
| 監製           | 管東銚                       |              |
| 製片           | 彭立威                       |              |
| 導演           | 陸劍青、梁樂民               | 聯合執導     |
| 編劇           | 陸劍青、梁樂民               | 聯合編劇     |
| 攝影指導       | 關智耀                       | HKSC         |
| 美術總監       | 莫少宗                       | HKFAA        |
| 剪輯           | 陳忠明、黃海                 | 均為HKSE成員 |
| 造型設計       | 吳里璐                       | HKFAA        |
| 張學友造型指導 | 奚仲文                       | HKFAA        |
| 動作導演       | 錢嘉樂                       | HKSA         |
| 原創音樂       | 金培達                       |              |
| 視覺效果       | 余文亮、黎文俊、林俊宇       |              |

## 主題曲
| 曲別   | 曲名                          | 作曲   | 編曲   | 監製   | 填詞 | 演唱           |
| 主題曲 | 《赤色壯舉》 (廣東語及韓國語) | 金培達 | 金培達 | 金培達 | 小美 | 張學友、崔始源 |
| 主題曲 | 《赤色壯舉》 (中國語)         | 金培達 | 金培達 | 小美   | 小美 | 張學友         |

## 製作

### 改名風波
《赤道》的片名一開始為《赤盗》，但最後改名。網傳的原因是「赤」字與「盗」字的解讀有些敏感，因為中共的代表顏色正是赤（紅）色。為了政治正確的考量才改為《赤道》。

### 创作背景
影片故事原自兩位導演整理資料時的真實信息。在拍摄《寒戰》期間，兩位導演搜集了大量有關香港警察系統的資料，其中，一個在2008年成立的新部門引起了他們的注意。這個部門就是片中張家輝飾演的角色所在的反恐特勤组，其主要職責為收集情報。導演們還發現香港不僅是全亞洲最安全的城市，其實處於遠東情報中心的核心位置。於是，《赤道》的故事便慢慢成型了。

### 拍摄过程
《赤道》拍摄了六十一个工作天，除了在香港拍摄，更到中國、澳门、韩国、日本取景，不少场景有军方配合拍摄，比如电影中的韩国飞机就是由韓國军方提供，这对于华语电影来说是首次。

### 幕后活动
第5届北京国际电影节闭幕影片《赤道》4月22日在京举行首映礼。导演梁乐民、陆剑青携张家辉、张震、余文乐、王学圻、崔始源等主演出席。张学友因故未能参加当天的发布会活动，不过他将在23日的电影节闭幕红毯上与众主创一同亮相。电影《赤道》的结尾透露，这场围绕反派“赤道”展开的核武器战争才刚刚开始，这也意味着续集的开拍势在必行。导演陆剑青透露，该片将在未来展开更多新的故事，这或许意味着《赤道》将被打造成系列电影。不过，是否还邀请原班人马出演，他则并未给出答案。也将意味着《赤道2》不久出现。

## 軼聞
- 本片的導演及編劇陸劍青和梁樂民在撰寫劇本時即已經決定由張學友飾演肇志仁；但當兩位導演將完成的劇本拿給張學友時，張學友表示考慮一下再做決定。而陸梁二人則沒有放棄，幾經遊說后；張學友終於在拿到劇本半年后同意出演。[7]
- 本片在上映前半個月左右，計劃將一幅標示有“全面進入，倒數戒備”及“香港安全嗎？”的宣傳海報於紅磡海底隧道（紅隧）懸掛，但紅磡隧道方面以“政治敏感”為理由拒絕懸掛。[8]導演陸劍青即對紅隧保守的拒絕懸掛表示無奈及遺憾，并認為是自我審查，他表示：“他們緊張了，可能同去年發生了的不開心的事情有關，太敏感同自我審查。有時內地還會開明過香港，只要你解釋到讓他們明白即可，香港就是直接不聽你解釋。”[9]

## 票房
首日於中國上映，票房3120萬人民幣。上映第三日票房收入超過一億人民幣。上映兩周中國票房累計2.04億人民幣。最終收票房2.09億人民幣。
香港方面，首週收685萬港幣，僅次於荷里活大片《復仇者聯盟2：奧創紀元》排在第二位；，第二週收550萬港幣，仍舊排在第二位，亦連兩週成為港產片票房冠軍；上映第三週收票房270萬港幣，最終香港票房收1615萬港幣。
台灣最终累计810万新台币。

## 獎項
| 年份 | 頒獎典禮             | 獎項          | 獲提名               | 結果 |
| ---- | -------------------- | ------------- | -------------------- | ---- |
| 2015 | 第35屆香港電影金像獎 | 最佳女配角    | 文詠珊               | 提名 |
| 2015 | 第35屆香港電影金像獎 | 最佳動作設計  | 钱嘉乐               | 提名 |
| 2016 | 第11屆金話梅電影選舉 | 最爛電影/導演 | 赤道(陸劍青、梁樂民) | 提名 |
| 2016 | 第11屆金話梅電影選舉 | 最爛場面      | 亂槍掃死             | 提名 |

## 評價
《頭條日報》影評人祁佳仕認為本片是一場“政治角力及解讀”，作為一部娛樂電影亦是成功的。他認為本片唯一的不足之處在演員塑造上比較扁平，但好在每位演員的演技亦都爐火純青，尤為是主演張學友及戲份不多的顧美華都表現出色；他認為從結尾劇情來看，本片應該會有續集。
《明报》的资深影评人石琪表示：“《赤道》過於「作大」，不及《寒戰》密集緊湊。無論如何，陸劍青、梁樂民做到豐富多彩，由韓國、香港、澳門拍到日本，結局保持懸疑，香港核爆危機還有續集。”

## 外部連結
- 赤道的新浪微博
- 香港影庫上《赤道》的資料（繁體中文）
- 開眼電影網上《赤道》的資料（繁體中文）
- 豆瓣电影上《赤道》的資料 （简体中文）
- 时光网上《赤道》的資料（简体中文）
- 互联网电影数据库（IMDb）上《赤道》的资料（英文）
- YouTube上的《赤道 》中文電影預告（繁體中文）